# Distretto di Rueso
Il distretto di Rueso (in thailandese: รือเสาะ) è un distretto (amphoe) della Thailandia, situato nella provincia di Narathiwat.